# Fèves

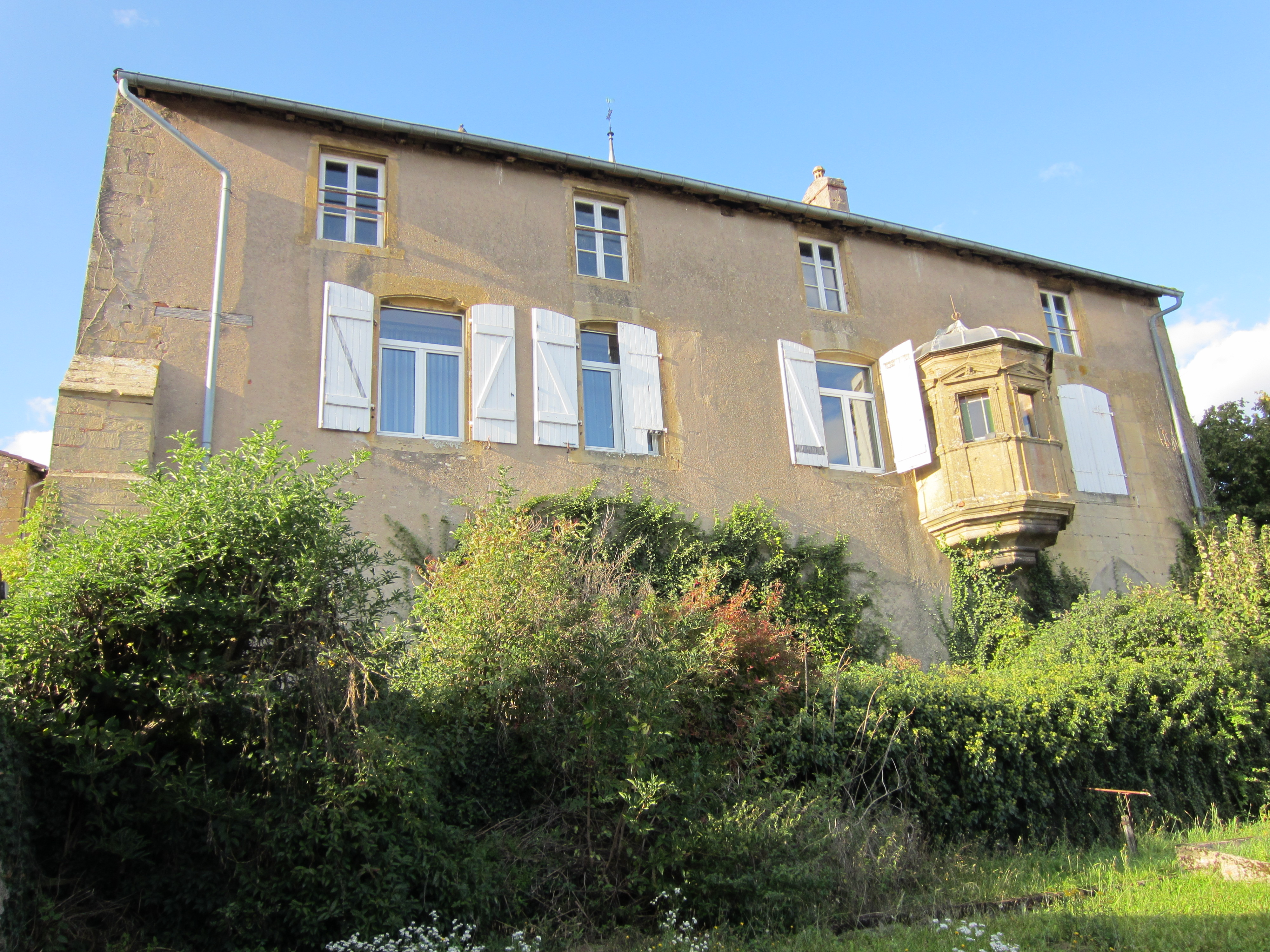
Ehemalige Priorei

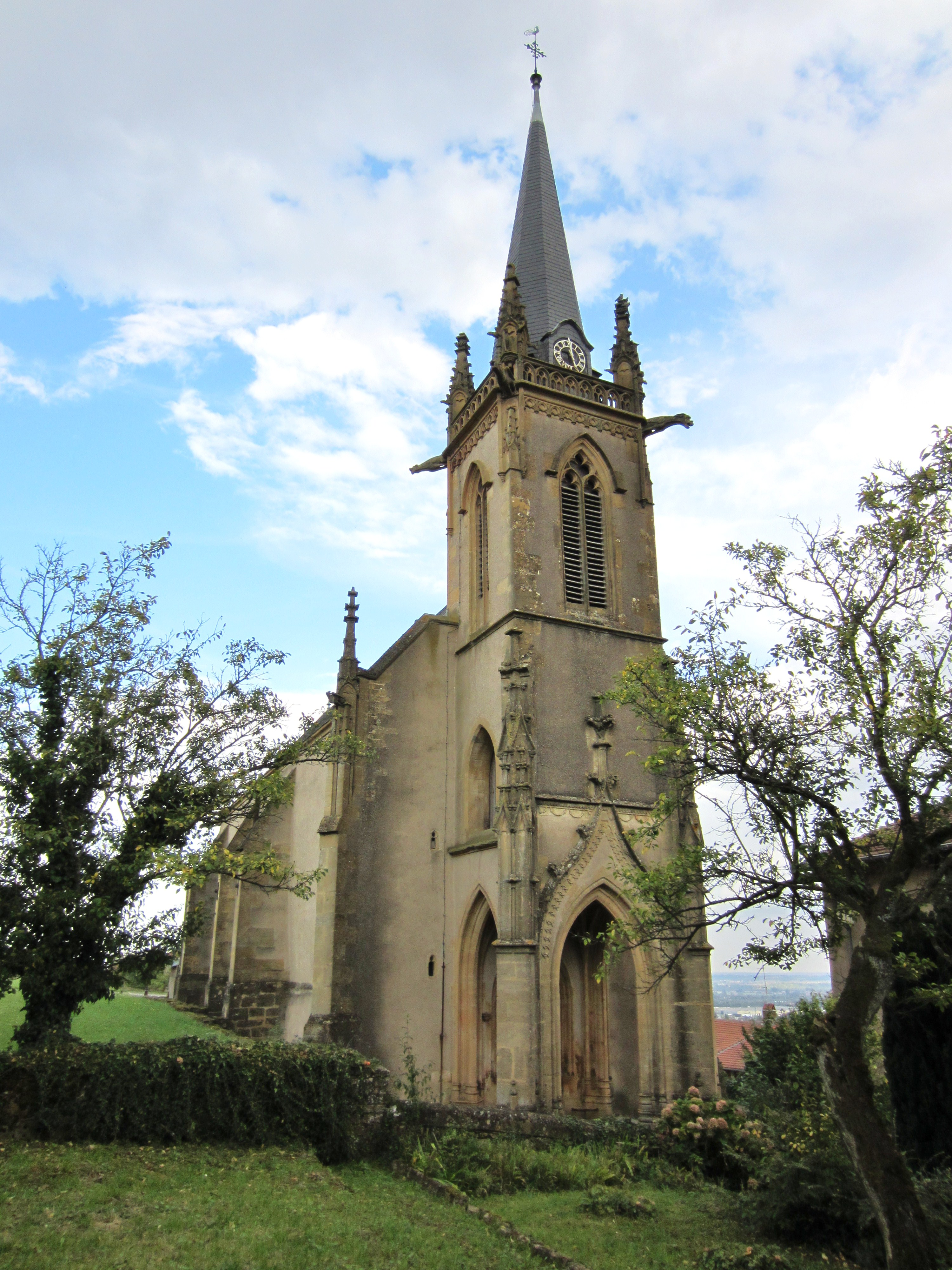
Kirche Mariä Geburt

Fèves ist eine französische Gemeinde mit 1196 Einwohnern (Stand 1. Januar 2022) im Département Moselle in der Region Grand Est (bis 2015 Lothringen). Sie gehört zum Arrondissement Metz.

## Geographie
Die Gemeinde Fèves liegt in Lothringen, neun Kilometer nordwestlich von Metz und drei Kilometer südwestlich von Maizières-lès-Metz (Maizières bei Metz), auf einer Höhe zwischen 167 und 373 m über dem Meeresspiegel Das Gemeindegebiet umfasst 4,82 km².

## Geschichte
Der Ort wurde 1138 als Fabros erwähnt. Die Ortschaft gehörte früher zur Grafschaft Bar und hieß im 19. Jahrhundert auch Fèbre.
Durch den Frankfurter Frieden vom 10. Mai 1871 kam die Region an das deutsche Reichsland Elsaß-Lothringen, und das Dorf wurde dem Landkreis Metz im Bezirk Lothringen zugeordnet. Die Dorfbewohner lebten vom Wein-, Obst- und  Gemüsebau sowie von den örtlichen Steinbrüchen.
Nach dem Ersten Weltkrieg musste die Region aufgrund der Bestimmungen des Versailler Vertrags 1919 an Frankreich abgetreten werden. Im Zweiten Weltkrieg war die Region von der deutschen Wehrmacht besetzt.
Das Dorf trug 1915–1919 und 1940–1944 den eingedeutschten Namen Fewen.

### Demographie
| Anzahl Einwohner seit Ende des Zweiten Weltkriegs | Anzahl Einwohner seit Ende des Zweiten Weltkriegs | Anzahl Einwohner seit Ende des Zweiten Weltkriegs | Anzahl Einwohner seit Ende des Zweiten Weltkriegs | Anzahl Einwohner seit Ende des Zweiten Weltkriegs | Anzahl Einwohner seit Ende des Zweiten Weltkriegs | Anzahl Einwohner seit Ende des Zweiten Weltkriegs | Anzahl Einwohner seit Ende des Zweiten Weltkriegs | Anzahl Einwohner seit Ende des Zweiten Weltkriegs |
| ------------------------------------------------- | ------------------------------------------------- | ------------------------------------------------- | ------------------------------------------------- | ------------------------------------------------- | ------------------------------------------------- | ------------------------------------------------- | ------------------------------------------------- | ------------------------------------------------- |
| Jahr                                              | 1962                                              | 1968                                              | 1975                                              | 1982                                              | 1990                                              | 1999                                              | 2007                                              | 2019                                              |
| Einwohner                                         | 554                                               | 614                                               | 654                                               | 582                                               | 742                                               | 860                                               | 942                                               | 1179                                              |

## Sehenswürdigkeiten
- Kirche Mariä Geburt
- Ehemalige Priorei